# Jachatur Abovián
Jachatur Abovián (nacido el 15 de octubre de 1809 y desaparecido el 14 de abril de 1848; en armenio: Խաչատուր Աբովյան; pronunciado: χɑtʃʰɑtur ɑbovjɑn) fue un escritor y figura pública nacional armenio de inicios del siglo XIX que desapareció misteriosamente en 1848. Fue un educador, poeta y defensor de la modernización. Considerado como el padre de la literatura moderna armenia, es recordado por su novela Verk Hayastani (Heridas de Armenia), que marcó la tendencia tanto en estilo como en género para la literatura posterior. Escrita en 1841 y publicada póstumamente en 1858, fue la primera novela publicada en armenio moderno utilizando el dialecto armenio oriental, en lugar del armenio clásico.
Abovián era un hombre muy adelantado para su tiempo y prácticamente ninguna de sus obras fue publicada mientras estuvo con vida. Solo después de la creación de la República Socialista Soviética de Armenia, se concedió a Abovián el reconocimiento y el prestigio que merecía. Abovián es considerado una de las figuras más destacadas no solo en la literatura armenia, sino de la historia armenia en general. La influencia de Abovián en la literatura en armenio occidental no fue tan fuerte como lo fue en armenio oriental, particularmente en sus años formativos. Una calle de Ereván lleva su apellido.

## Obras selectas

### Prosa
Novelas
- Heridas de Armenia o lamento del patriota (Tiflis, 1858)
- Historia de Tigran o un manual moral para los niños armenios (1941)

No-ficción
- Introducción a la educación (Tiflis, 1838)
- Colección de ejercicios de álgebra (1868)
- Nueva gramática rusa teórica y práctica para armenios (1839)

Otras
- Obras inéditas (Tiflis, 1904)
- Cartas inéditas (Viena, 1929)

Cuentos
- La muchacha turca (Ereván, 1941)

### Poesía
- La jarra de vino (Tiflis, 1912)
- Canciones populares (Ereván, 1939)
- Poemas (Ereván, 1941)
- Poesía para niños (Ereván, 1941)

Fábulas
- Entretenimiento y ocio (Tiflis, 1864; incluye la pieza Feodora)
- Fábulas (Ereván, 1941)